# Gösta Rosenblad
Fritz Gösta Rosenblad, född 19 september 1914 i Ivetofta församling, Kristianstads län, död 12 oktober 2000 i Göteborg, var en svensk ingenjör.
Roseblad, som var son till godsägare Fredrik Rosenblad och Fritze Ræder, utexaminerades från Kungliga Tekniska högskolan 1939. Han var förste assistent vid Kungliga Tekniska högskolan 1939–1942, konsulterande ingenjör vid Mellersta och Norra Sveriges ångpanneförening 1942–1951, anställd på tekniska avdelningen vid Skånska Cement AB i Stockholm 1951–1954, överingenjör och chef för ångtekniska avdelningen vid Södra Sveriges ångpanneförening i Malmö 1954–1959 samt professor i värmeteknik och maskinlära vid Chalmers tekniska högskola 1959–1979.